# Lasiacis procerrima
Lasiacis procerrima är en gräsart som först beskrevs av Eduard Hackel, och fick sitt nu gällande namn av Albert Spear Hitchcock och Mary Agnes Chase. Lasiacis procerrima ingår i släktet Lasiacis och familjen gräs. Inga underarter finns listade i Catalogue of Life.